# Colaspis sanguinea
Colaspis sanguinea är en skalbaggsart som beskrevs av Blake 1977. Colaspis sanguinea ingår i släktet Colaspis och familjen bladbaggar. Inga underarter finns listade i Catalogue of Life.